# Hans-Olov Adami
Hans-Olov Adami, född 14 juli 1942 i Stockholm, är en svensk läkare och epidemiolog. Han är professor vid Universitetet i Oslo samt professor emeritus och före detta prefekt vid Karolinska Institutet och Harvard University. 
Han räknades i början av 2000-talet som en av de främsta forskarna internationellt inom epidemiologi och rankades år 2022 som den främste svenske medicinske forskaren baserat på citeringar.

## Biografi
Hans-Olov Adami var son till makarna Margit och Hans A Sandström. Han avlade kandidatexamen 1963 och medicine licentiat 1969 vid Uppsala universitet. Efter examen arbetade han kliniskt i 17 år innan han började forska på heltid. Först vid Akademiska sjukhuset fram till 1971, varefter han erhöll tjänst som underläkare vid Centralsjukhuset Karlstad och verkade sedan vid dess kirurgklinik. År 1975 återvände han till Akademiska sjukhuset som kirurg och disputerade sedan 1978 vid Uppsala universitet på en avhandling om bröstcancer. Resultaten visade på god prognos för cancer utan spridning och värdet av medvetenhet och egenkontroller framhölls.

### Forskningskarriär
Adami utnämndes till docent i kirurgi vid Uppsala universitet 1979. Under 1980-talet var han en av flera svenska forskare som använde de internationellt sett välutvecklade svenska patientregistren för att underbygga nya forskningsrön inom cancerepidemiologin. Bland annat genomfördes i samarbete med Socialstyrelsen en stor registerstudie av 770 000 cancerdrabbade svenskar som insjuknat mellan 1958 och 1984. Studien visade att överlevnaden i cancer var bättre än väntat eftersom omkring 200 000 av de drabbade fortfarande levde 1985. Från 1986 övergick han till att arbeta heltid som forskare. Han tillförordnades 1990 Cancerfondens professur i cancerepidemiologi och fortsatte sin bana vid universitetet som professor. Han blev senare chef för institutionen för cancerepidemiologi. I början av 1990-talet hade Adami fått anslag av Cancerfonden till mer än ett dussin olika forskningsprojekt och var en av de forskare som mottagit störst anslag från fonden. År 1992 utnämndes han till adjungerad professor vid Harvard University. När Socialstyrelsen 1995 inrättade en expergrupp för översyn av de nationella kvalitetsregistren inom sjukvården anlitades Adami som dess ordförande.
Efter att han rekryterats till Karolinska Institutet 1997 av Hans Wigzell kunde Adami utöka sin forskargrupp från omkring 40 till 150 personer. Året efter valdes han in i Nobelförsamlingen. Universitetsledningen i Uppsala reagerade negativt på flytten och valde att avskeda Adami innan han kunde tillträda den nya tjänsten, vilket ledde till att han tillfälligt förlorade tillgång till sina forskningsanslag. På Karolinska Institutet fortsatte forskargruppen arbetet med de nationella patientregistren och att göra genomslagskraftiga publiceringar, vilket ledde till ryktet som en av de främsta epidemiologiska institutionerna i världen. Med rekryteringen av genetikern Nancy Pedersen 1999 kunde Adamis grupp arbeta inom nya forskningsfält. Publiceringstakten var hög och år 2000 lyckades man publicera totalt 100 vetenskapliga artiklar. Efter att ha avslutat uppdraget som prefekt vid KI rekryterades Adami 2006 till en prefektur vid epidemiologiska institutionen på Harvarduniversitetets School of Public Health.
Hans forskning har rört epidemiologi för bland annat cancersjukdomarna bröstcancer, prostatacancer och livmoderhalscancer. Tillsammans med flera kollegor gav Adami ut boken Prostatacancer 2006 på det nybildade bokförlaget Karolinska Institutet University Press. Fackboken samlade den senaste kunskapen om sjukdomen och riktade sig till en allmän publik. Adami har varit en uttalad motståndare mot olika former av cancerscreening vars nytta han anser är begränsad i relation till negativa konsekvenser som överdiagnostik.
Hans-Olov Adami har suttit med i flera vetenskapliga tidskrifters redaktionskommitté, däribland New England Journal of Medicine. Sajten Research.com rankade år 2022 honom som den främste svenske medicinske forskaren och som nummer 88 bland medicinska forskare internationellt. Utnämningen baserade sig på Adamis 1 183 vetenskapliga publiceringar som citerats totalt 141 856 gånger för ett h-index på 189.

### Privatliv
Han gifte sig med Barbro Signeul i Sigtuna rådhus 1968.

## Utmärkelser
- 1998 – hedersdoktor vid Universitetet i Aten[1]
- 2007 – ledamot av Kungliga Vetenskapsakademien[18]
- 2010 – hedersdoktor vid Islands universitet[23]
- 2011 – Karolinska Institutets Stora Silvermedalj[24]